# Julio Hirschfeld Almada
Julio Hirschfeld Almada (Ciudad de México, 11 de febrero de 1917 - Ibídem, 27 de enero de 2004) fue un político mexicano, miembro del Partido Revolucionario Institucional. Se desempeñó como primer titular de la Secretaría de Turismo.
Julio Hirschfeld Almada realizó sus estudios básicos en el Colegio Americano de la Ciudad de México, tuvo estudios profesionales en la Universidad de Míchigan y en la Escuela Nacional de Ingeniería de la Universidad Nacional Autónoma de México aunque no llegó a concluirlos.[cita requerida] Fue fundador, presidente y director de la empresa mueblera P.M. Steele de 1949 a 1970 y en el gobierno ocupó los cargos de director general de Aeropuertos y Servicios Auxiliares (ASA) de 1970 a 1973 y Jefe del Departamento de Turismo de 1973 a 1975, este último año dicho departamento fue transformado en la Secretaría de Turismo de la que se convirtió en primer titular hasta 1976.
Siendo director general de Aeropuertos y Servicios Auxiliares, el 27 de septiembre de 1971, fue secuestrado por el Frente Urbano Zapatista que exigió por él un rescate de 3 millones de pesos con la intención de ser distribuidos entre la población pobre de la Ciudad de México, el rescate fue pagado aunque nunca se aclaró su destino, así como los orígenes e intenciones de su secuestro. Siete responsables fueron detenidos y casi dos millones de pesos recuperados. 